# Stellan Malmer
John Stellan Malmer, född 14 juni 1948 i Göteborg, död 9 april 2021, var en svensk filosofie doktor i offentlig förvaltning verksam som universitetslektor på Förvaltningshögskolan, Göteborgs universitet.

## Forskningsområden
- Kommunal prissättning
- Kalkyler i den offentliga sektorn
- Kommunal upphandling
- Kommunal budgetuppföljning